# JAK-STATシグナル伝達経路
JAK-STATシグナル伝達経路（ジャック-スタット・シグナルでんたつけいろ）は細胞外からの化学シグナルを細胞核に伝え、遺伝子の転写と発現を起こす情報伝達系。免疫、増殖、分化、アポトーシス、発癌などに関与する。JAK-STATシグナルカスケードは主に、細胞表面受容体、ヤヌスキナーゼ（JAK）、STATタンパク質から構成される。 JAK-STAT機能が損なわれたり、制御できない場合には、自己免疫疾患、免疫不全症候群や悪性腫瘍などが引き起こされることがある。

## 機構

JAK-STAT経路の鍵となる段階

様々なリガンド、一般にサイトカイン（インターフェロン、インターロイキン、成長因子など）が細胞表面受容体に結合すると、JAKのキナーゼ活性が活性化される。活性化されたJAKは、受容体のチロシン残基をリン酸化し、受容体にSH2ドメイン含有タンパク質結合部位が形成される。 SH2ドメインを持つSTATは、JAKによってリン酸化されたチロシン部位へ結合する。こうしてリクルートされたSTATもJAKによってリン酸化されて活性化され、活性型STATはヘテロ二量体またはホモ二量体として細胞核へ移行し、標的遺伝子の転写を引き起こす。また、STATは受容体型チロシンキナーゼ（上皮細胞成長因子受容体など）や、非受容体型の細胞質内のチロシンキナーゼ（c-srcなど）によるリン酸化も受ける。
この経路は、複数の段階で負の制御を受けている。サイトカイン受容体や活性化型STATは、プロテインチロシンホスファターゼによって脱リン酸化されて不活性化される。また、SOCSと呼ばれる分子群はJAKに結合してリン酸化を阻害したり、サイトカイン受容体のリン酸化チロシンをめぐってSTATと競合することで、STATのリン酸化を阻害することが知られている。また、STATはPIASによって、核内でいくつかのメカニズムによる負の制御を受けている。例えば、PIAS1、PIAS3はそれぞれ、STAT1、STAT3のDNAに結合してアクセスを阻害し、これらによる転写活性化を抑制する。

## 参考資料
- “Interferon-gamma: an overview of signals, mechanisms and functions”. J. Leukoc. Biol. 75 (2):  163–89. (February 2004). doi:10.1189/jlb.0603252. PMID 14525967.
- “Cytokine signaling in 2002: new surprises in the Jak/Stat pathway”. Cell 109 (Suppl):  S121–31. (April 2002). doi:10.1016/S0092-8674(02)00701-8. PMID 11983158.